# Trafalgar, Indiana
Trafalgar är en ort i Johnson County i delstaten Indiana, USA.